# Jaylen Bacon
Jaylen Bacon (né le 5 août 1996 à Columbia) est un athlète américain, spécialiste du sprint.

## Biographie
Son record personnel sur 100 m est de 10 s 00 obtenu le 14 mai 2017. Il fait partie (comme remplaçant) des quatre athlètes américains inscrits sur le 100 m lors des championnats du monde 2017 à Londres. Il participe en revanche au relais 4 × 100 m et remporte la médaille d'argent en compagnie de Mike Rodgers, Justin Gatlin et Christian Coleman.
Le 25 mai 2018, à Sacramento, il franchit pour la première fois de sa carrière la barrière des dix secondes sur 100 m en 9 s 97.

## Palmarès
| Date | Compétition           | Lieu    | Résultat | Épreuve   | Temps   |
| ---- | --------------------- | ------- | -------- | --------- | ------- |
| 2017 | Championnats du monde | Londres | 2e       | 4 × 100 m | 37 s 52 |

## Records
| Épreuve | Performance | Lieu       | Date        |
| ------- | ----------- | ---------- | ----------- |
| 100 m   | 9 s 97      | Sacramento | 25 mai 2018 |